# Quartier Paul-Bert de Tours
Le quartier Paul-Bert ou quai Paul-Bert, anciennement faubourg Saint-Symphorien ou encore faubourg Saint-Symphorien-des-Ponts-de-Tours est une subdivision de la ville française de Tours. Situé dans la partie Nord de la commune, il compte près de 3 400 habitants en 2020. C'est un petit quartier principalement résidentiel, peuplé de classes moyennes et supérieures. Il s'agit de l'implantation la plus ancienne située à Tours-Nord, le quartier ayant une histoire antique et médiévale notable. Son développement a été impulsé par la construction de ponts le reliant avec le centre de Tours.
Le quartier a pris son nom actuel et abandonné celui de « faubourg Saint-Symphorien » au début du XXe siècle. Auparavant, il portait donc le même nom que la commune de Saint-Symphorien, limitrophe au nord. Depuis, cette dernière a fusionné avec la ville de Tours en 1964 pour devenir le « quartier Saint-Symphorien ». La présence durant plusieurs siècles de deux localités portant le même nom est source de confusion et plusieurs ouvrages portent le nom de « Saint-Symphorien » au sein de l'actuel quartier Paul-Bert.

## Délimitation
Le quartier Paul-Bert est défini par l'Insee dans son partage de la commune de Tours en 22 îlots regroupés pour l'information statistique (IRIS). Il est ainsi limité par l'avenue de la Tranchée à l'ouest, la Loire au sud, le boulevard du Maréchal Juin à l'est et enfin les rues Trianon, Devildé, Saint-Barthélémy et Pont-Volant au nord. Les quartiers Saint-Symphorien et Sainte-Radegonde sont limitrophes au nord et à l'est respectivement. La délimitation de l'INSEE, ne correspond pas aux limites historiques du quartier, telles qu'elles ont existé jusqu'en 1964.

## Toponymie
Durant son histoire médiévale, le quartier se nomme alors « faubourg Saint-Symphorien-des-Ponts-de-Tours ». Au cours de la Révolution française, le faubourg porte provisoirement le nom de La Réunion-du-Nord. Il prend finalement le nom plus simple de « faubourg Saint-Symphorien » à la fin du XVIIIe siècle. C'est au début du XXe siècle que le quartier prend finalement le nom de Paul Bert, évitant la confusion avec la commune puis quartier de Saint-Symphorien, au nord.

## Histoire

### Faubourg Saint-Symphorien

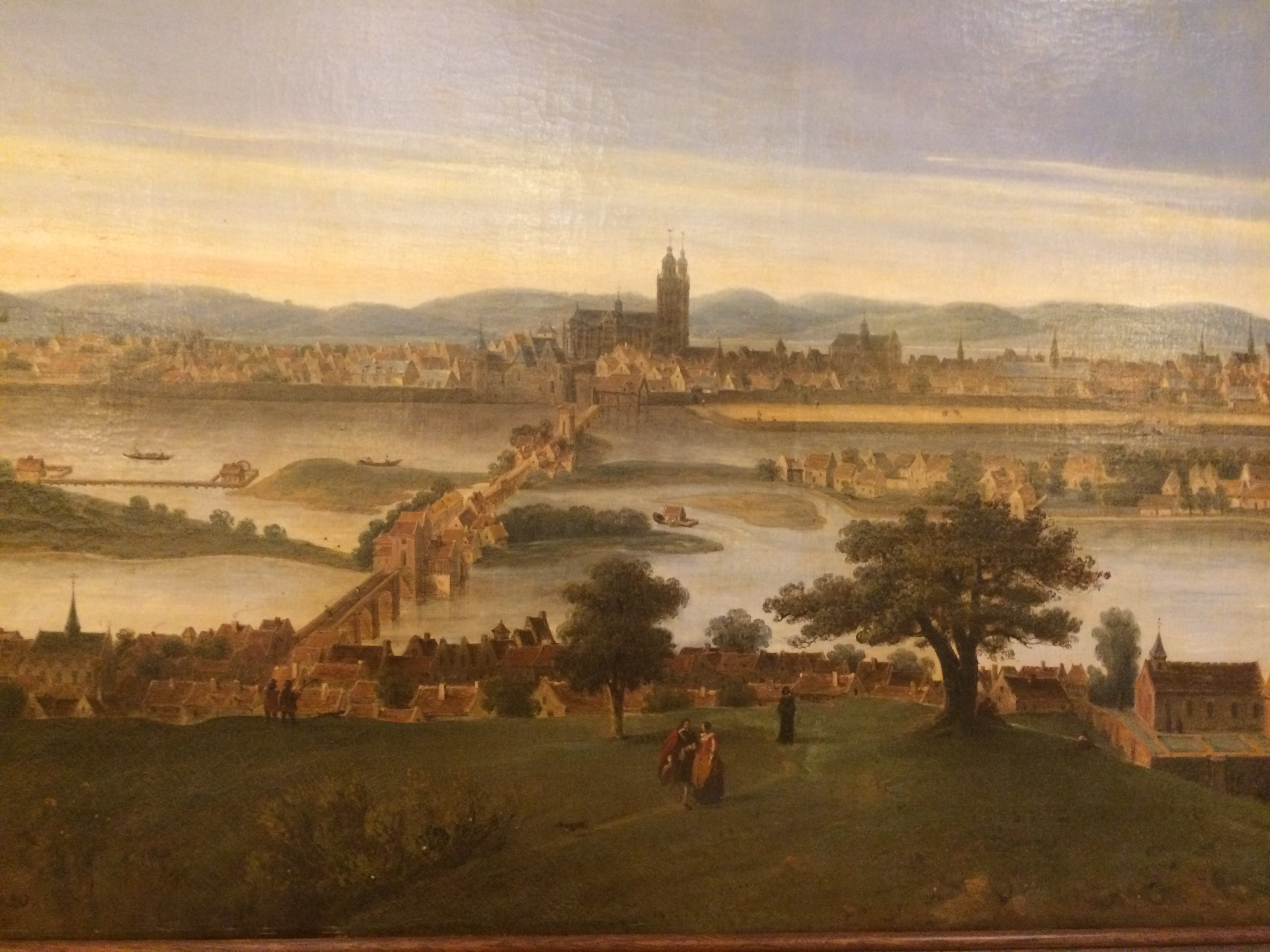
Le pont d'Eudes vu au XVIIe siècle, avec le quartier Paul-Bert au premier plan.

Le quartier s'est développé sur la rive droite de la Loire après la fondation de la ville gallo-romaine de Caesarodunum. En 2000, la découverte de vestiges laisse supposer la présence d'un pont antique le reliant avec le centre de l'actuelle ville de Tours, ce qui aurait permis dès lors des implantations au nord de la Loire. La construction du pont d'Eudes au cours du XIe siècle favorise nettement le développement du quartier, qui se trouve alors en tête du pont, d'autant plus qu'il sera le seul pont sur la Loire pour la ville durant près de sept siècles.
Le faubourg a notamment été, le 8 mai 1589, le théâtre d'un sanglant combat opposant des troupes du duc de Mayenne, alors devenu le chef de la Ligue, à celles conjointes d'Henri III et Henri de Navarre qui venaient de signer un traité d'alliance au château de Plessis-lès-Tours,.
Au cours du XVIIIe siècle, le commerce permet un développement important du quartier, qui compte une trentaine d'aubergistes et des entreprises de roulage et diligences. Cette effervescence est notamment favorisée par la place idéale du quartier sur la route de Paris. Le faubourg est alors surtout constitué de ruelles étroites et de petites maisons en tuffeau. Les deux-tiers ont été construites avant 1850 et ne comptent qu'un étage pour près de la moitié, ou deux pour plus d'un tiers.
L'activité économique du faubourg Saint-Symphorien va toutefois brutalement décliner avec la percée de la Tranchée qui permet l'émergence d'un nouvel axe nord-sud au sein de la ville de Tours, notamment grâce au pont Wilson (alors baptisé pont Neuf) bâti en 1765. De plus, le pont d'Eudes largement endommagé est démoli en 1784. En 1840, le quartier ne compte plus qu'un seul aubergiste, alors que cette activité était déjà fragilisée par la concurrence d'autres quartiers et présentait une offre excédentaire. L'économie locale tente de se diversifier, notamment vers le vin, ce qui semble favoriser la contrebande et la fraude fiscale. En 1847, la passerelle Saint-Symphorien ou (pont de fil) est inaugurée sur l'emplacement de l'ancien pont médiéval.

### Quartier Paul-Bert

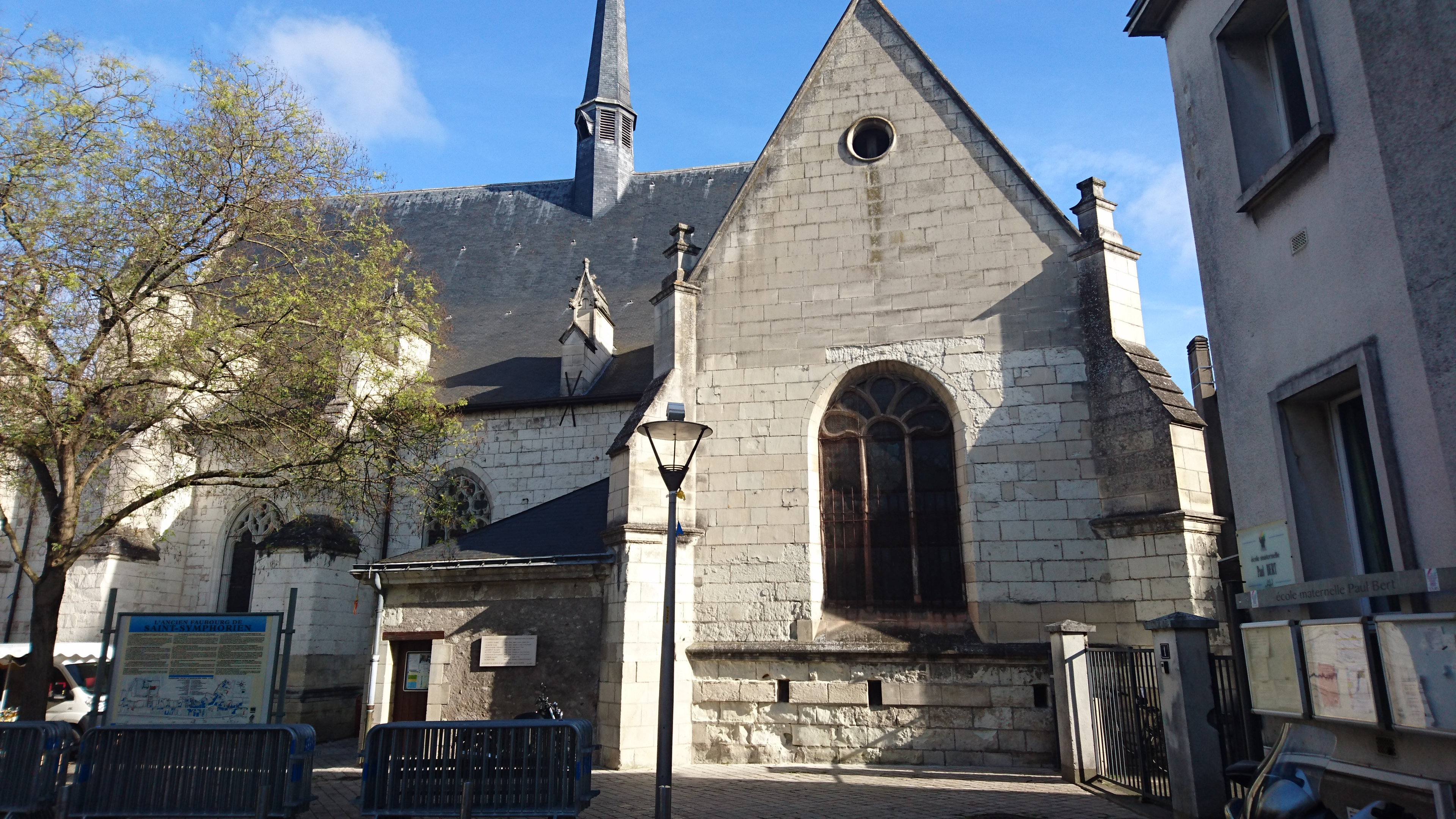
L'église Saint-Symphorien de Tours.

Au cours du XIXe siècle, le quartier s'est nettement appauvri. Durant le siècle suivant, c'est un quartier populaire qui compte une population ouvrière significative. Plus d'un quart de la population totale est en effet ouvrière (20 %) ou employée (7,5 %) dans les années 1950. Une partie des logements sont de plus vétustes et surpeuplés. En 1964, la fusion de la commune de Saint-Symphorien qui devient un quartier de Tours permet dans une certaine mesure de désenclaver Paul-Bert, qui était encerclé par l'ancienne commune et Sainte-Radegonde-en-Touraine.
Depuis les années 1980, le quartier est désormais l'objet d'une hausse importante des prix de l’immobilier, conduisant à un certain embourgeoisement et à un dynamisme nouveau,. Plusieurs projets immobiliers ont permis ces dernières années d'augmenter la population du quartier, notamment la vaste résidence Saint-Grégoire rue Groison livrée en 2011. Remplaçant une clinique, l'ensemble de trois immeubles comporte 158 logements dont 46 sociaux. En 2015, 80 logements collectifs et 20 maisons sont livrés à proximité, allée Trianon.

## Conditions de vie

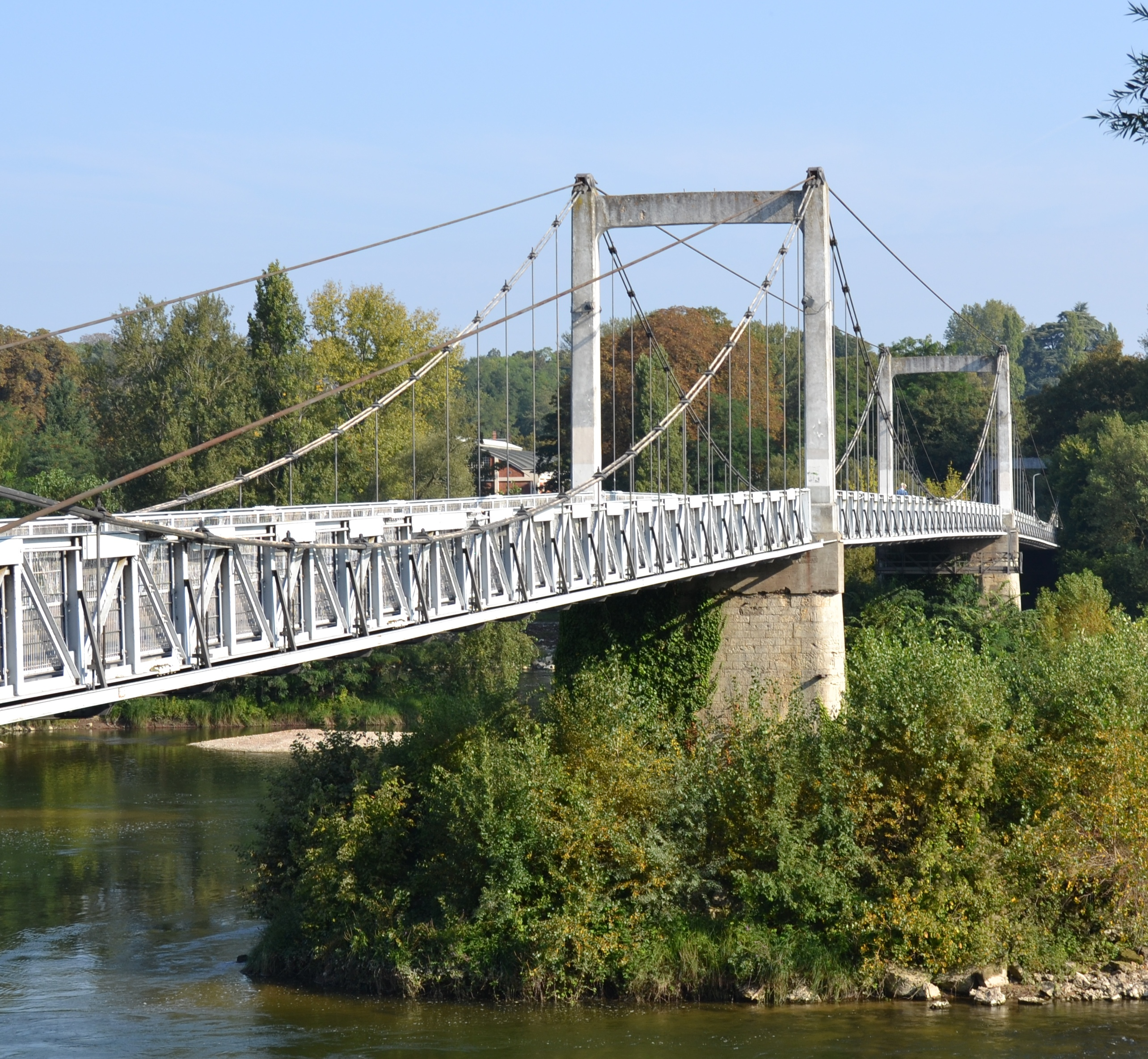
La passerelle Saint-Symphorien.

Le quartier Paul-Bert est un quartier de classes moyennes et supérieures. Les revenus moyens des habitants sont relativement hauts : 26 200 euros par an et par ménage en moyenne, soit environ 2 183 euros par mois et par ménage. Ce dernier contient en moyenne 1,9 personne. Le taux de chômage est un peu inférieur à la moyenne communale, à 15 % contre 16 % en 2012. Près de 61 % des salariés du quartier sont des cadres et 24 % des habitants sont retraités, les deux catégories surreprésentées par rapport à l'ensemble de la commune de Tours. Près de la moitié des habitants sont propriétaires de leur logement. Les classes populaires sont quasiment absentes du quartier, qui compte très peu de logements sociaux (66 en 2018, soit 3 %),,.

## Services publics
En septembre 2015, la résidence Henry-Dunant est inaugurée dans le quartier, en remplacement de l'ancienne école normale vacante depuis 2006. Elle contient un EHPAD de 84 places, une résidence pour personnes âgées de 72 appartements et un accueil de jour de la Croix-rouge.

## Éducation
La principale institution éducative du quartier Paul-Bert est l'école privée Saint-Grégoire. Elle est issue de l'externat Saint-Grégoire, fondé par des jésuites en 1872 dans la ville de Tours. En 1921, l'institution commence à s'implanter dans le quartier en installant une partie de son collège sur la place Choisel et l'avenue de la Tranchée. Un lycée s'y installe ensuite.

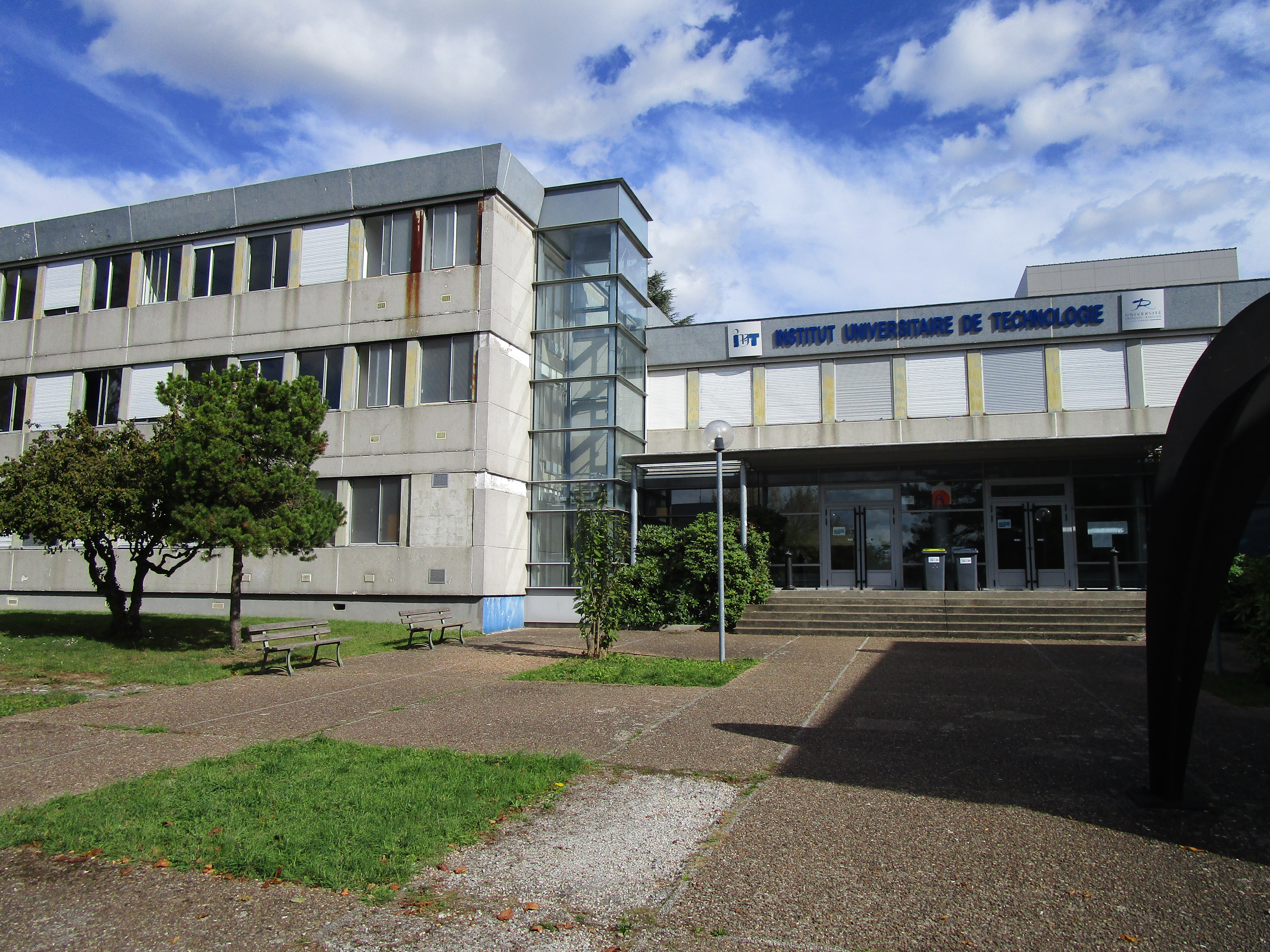
L'IUT de Tours.

À proximité du quai Paul-Bert, on trouve aussi les écoles maternelle et élémentaire Paul-Bert, qui comptent respectivement 81 et 190 élèves en 2016, en incluant pour la seconde une unité localisée pour l'inclusion scolaire (Ulis),,.

## Université
L'Université de Tours a installé dans le quartier le campus du Pont-Volant ou Jean Luthier, qui contient l'Institut universitaire de technologie de Tours, un centre de formation d'apprentis universitaire et la résidence étudiante Saint-Symphorien qui contient 305 chambres de 9 mètres carrés,.

## Économie et commerces
Quelques petits commerces sont présents dans le cœur de quartier, principalement autour de la place Paul-Bert.